# 馬來西亞綱要
以下大綱為马来西亚的概述和主题指南：

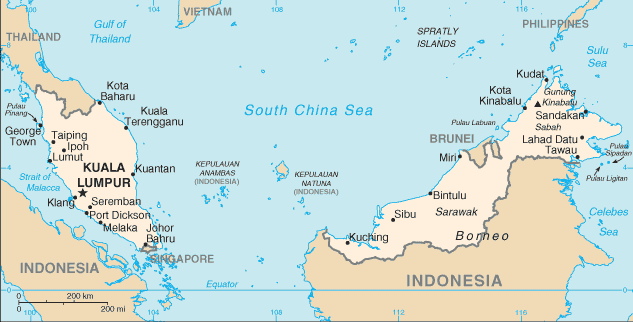
马来西亚地图

马来西亚是一個东南亚主权国家，其位置位于马来半岛和婆罗洲北部。马来西亚共被劃分成13个州和3个联邦直辖区，其土地面积達329,847平方（127,355平方英里） 。马来西亚擁有兩個首都，屬於多首都國家：吉隆坡為法定首都；而布城則是行政首都和聯邦政府的行政中心。
馬來西亞有多達3200万的人口 。特別的是，該国被南中国海分割成两个地区，既西馬和東馬 。馬来西亚与泰国、印度尼西亚、新加坡、文莱、菲律宾和越南接壤。由於位于赤道附近，馬來西亞便經歷著热带气候。 
马来西亚奉最高元首為最高領導人，但行政上由首相負責，奉行君主立憲制  ，並遵循西敏制。 
 

## 簡介
- 发音: /məˈleɪʒə/或/məˈleɪziə/
- 中文国家名称：马来西亚
- 簡稱：大馬
- 居民稱謂：马来西亚人；大馬人
- 词源：马来西亚的名称
- 马来西亚国际排名
- ISO 国家代码：MY、MYS、458
- ISO 区域代码：参见 ISO 3166-2:MY
- 国家互聯網顶级域名： .my

## 马来西亚历史
- 马来西亚军事史

### 事件和条约
- 1824 年英荷条约
- 伯尼条约
- 1909 年英暹条约
- 马来亚戰役
- 山打根死亡行军
- 文莱叛亂
- 印尼-马来西亚对抗
- 五一三事件
- 一个马来西亚发展有限公司丑闻

### 地方历史
- 吉隆坡历史
- 槟城历史

|  |  |

## 马来西亚政治
马来西亚政治
- 马来西亚选举
  - 1955年, 1959年, 1964年, 1969年, 1974年, 1978年, 1982年, 1986年, 1990年, 1995年, 1999年, 2004年, 2008年, 2013年, 2018年
- 马来西亚政党
  - 国民阵线（国阵）
    - 马来民族统一机构N1 (UMNO)
    - 马来西亚华人公会(MCA)
    - 马来西亚印度国民大会党(MIC)
    - 沙巴人民团结党(PBRS)

  - 希望联盟（希盟）
    - 人民公正党（Keadilan；PKR）
    - 民主行动党（DAP）
    - 国家诚信党(AMANAH)
    - 神山前进统一机构(UPKO)

  - 国民联盟（國盟）
    - 土著团结党(BERSATU; PBBM)
    - 马来西亚伊斯兰党N3 (PAS)
    - 马来西亚民政运动党(GERAKAN; PGRM)

  - 砂拉越政黨聯盟
    - 土著保守联合党(PBB)
    - 砂拉越人民联合党(SUPP)
    - 砂拉越民主进步党（SPDP）
    - 砂拉越人民党(PRS)

  - 沙巴人民聯盟
    - 沙巴进步党(SAPP)
    - 沙巴民意黨(PGRS；GAGASAN)
    - 沙巴團結黨(PBS)
    - 沙巴立新黨(STAR)
    - 沙巴民族統一機構（新）
    - 沙巴人民希望黨
    - 自由民主黨(LDP)

  - 马来西亚人民党(PRM)
  - 马来西亚社会主義党(PSM)
  - 马来西亚民主聯合陣綫(MUDA)
- 最高元首（马来西亚国王）
  - 统治者会议
- 马来西亚公务员體系

### 马来西亚政府部门
马来西亚政府

#### 行政部门
- 国家元首：最高元首 - 蘇丹阿都拉
- 政府首脑：马来西亚总理 - 安華·依布拉欣
- 马来西亚内阁
- 马来西亚各部
  - 内政部
  - 財政部
  - 教育部
  - 國防部
  - 經濟部
  - 外交部
  - 高等教育部
  - 鄉村及區域發展部
  - 交通部
  - 國內貿易及生活成本部
  - 農業及糧食安全部
  - 地方政府發展部
  - 工程部
  - 投資、貿易及工業部
  - 衛生部
  - 種植及原產業部
  - 自然資源、環境及氣候變遷部
  - 科學、工藝及革新部
  - 婦女、家庭及社會發展部
  - 通訊及數碼部
  - 企業家及合作社發展部
  - 旅遊、藝術及文化部
  - 國家團結部
  - 青年及體育部
  - 人力資源部

#### 立法部门
- 马来西亚国会（两院制）
  - 上议院：馬來西亞上议院
  - 下议院：馬來西亞下议院

#### 司法部门
马来西亚法院
- 马来西亚联邦法院
- 马来西亚上诉法院
- 马来西亚高等法院
  - 馬來亞
  - 沙巴 & 砂拉越
- 馬來西亞地方法庭
- 馬來西亞推事法庭
- 回教法院
- 馬來西亞特別法庭

### 马来西亚外交
- 駐马来西亚外交机构
- 马来西亚駐外機構

#### 国际组织会员
马来西亚是以下组织的成员： 
- 亚洲开发银行 (ADB)
- 亚太经济合作组织 (APEC)
- 亚洲—太平洋地区电信组织 (APT)
- 东南亚国家联盟 (ASEAN)
- 东盟地区论坛(ARF)
- 国际清算银行 (BIS)
- 科伦坡计划 (CP)
- 英联邦
- 东亚峰会 (EAS)
- 联合国粮食及农业组织 (FAO)
- 十五国集团 (G15)
- 七十七国集团 (G77)
- 国际原子能机构 (IAEA)
- 国际复兴开发银行 (IBRD)
- 国际商会 (ICC)
- 国际民用航空组织 (ICAO)
- 国际刑警组织 (Interpol)
- 国际开发协会 (IDA)
- 红十字会与红新月会国际联合会 (IFRCS)
- 国际金融公司 (IFC)
- 国际农业发展基金 (IFAD)
- 国际海道测量组织 (IHO)
- 国际劳工组织 (ILO)
- 国际海事组织 (IMO)
- 国际移动卫星组织 (IMSO)
- 国际货币基金组织 (IMF)
- 国际奥林匹克委员会 (IOC)
- 国际标准化组织 (ISO)
- 国际红十字与红新月运动
- 国际电信联盟 (ITU)
- 国际通信卫星组织 (ITSO)
- 国际工会联合会 (ITUC)
- 各国议会联盟 (IPU)
- 伊斯兰开发银行 (IDB)
- 多边投资担保机构 (MIGA)
- 不结盟运动 (NAM)
- 伊斯兰合作组织 (OIC)
- 禁止化学武器组织 (OPCW)
- 太平洋岛国论坛 (PIF) (對話夥伴)
- 常设仲裁法院 (PCA)
- 聯合國 (UN)
- 联合国贸易和发展会议 (UNCTAD)
- 联合国教育、科学及文化组织 (UNESCO)
- 联合国工业发展组织 (UNIDO)
- 联合国东帝汶综合特派团 (UNMIT)
- 联合国驻黎巴嫩临时部队 (UNIFIL)
- 联合国西撒哈拉全民投票特派团 (MINURSO)
- 联合国利比里亚特派团 (UNMIL)
- 联合国苏丹特派团 (UNMIS)
- 联合国组织刚果民主共和国稳定特派团 (MONUC)
- 万国邮政联盟 (UPU)
- 世界海关组织 (WCO)
- 世界工会联合会 (WFTU)
- 世界衛生組織 (WHO)
- 世界知識產權組織 (WIPO)
- 世界氣象組織 (WMO)
- 世界旅游組織 (UNWTO)
- 世界貿易組織 (WTO)

|  |  |

### 马来西亚的法律和秩序
马来西亚法律
- 马来西亚死刑制度
- 马来西亚聯邦宪法
- 马来西亚犯罪問題
- 马来西亚人权
  - 马来西亚 LGBT 權益
  - 马来西亚宗教自由
- 马来西亚执法

### 马来西亚军事
马来西亚武裝部隊
- 司令
  - 总司令：马来西亚武装部队最高司令
  - 国防总司令：丹斯里穆罕默德·阿都拉曼将军 
    - 马来西亚国防部
- 军队
  - 马来西亚陆军
  - 马来西亚皇家海军
  - 马来西亚皇家空军
- 马来西亚军事史

## 马来西亚地理
马来西亚地理
- 马来西亚：一个超级多元化国家
- 地点：
  - 北半球和东半球
  - 欧亚大陆（内陆和離岸）
    - 亚洲
      - 东南亚
        - 马来半岛
        - 婆罗洲

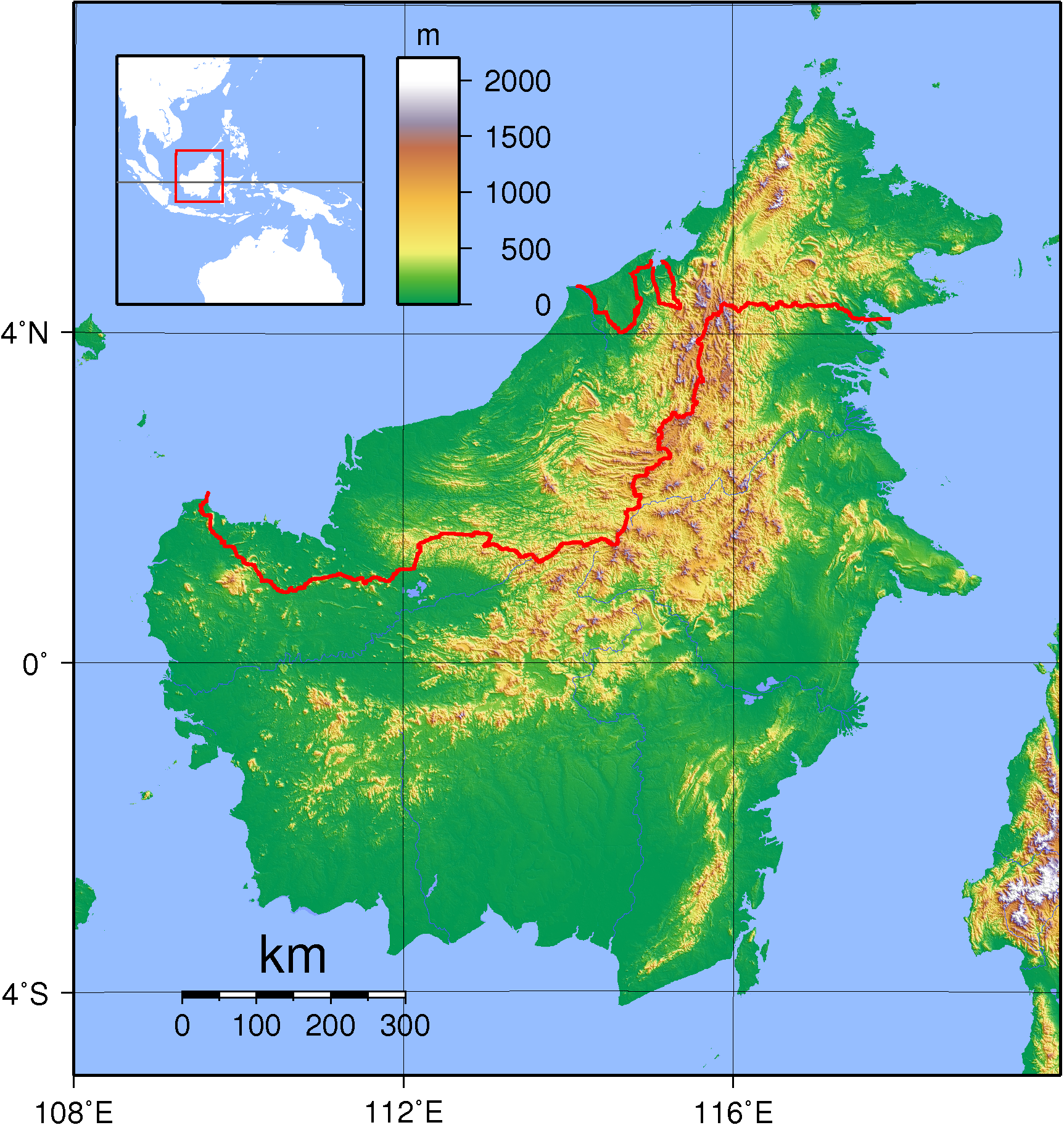
婆罗洲地形图

  - 时区: 马来西亚标准时间=东盟共同时间( UTC+08 )
  - 马来西亚的极值点
    - 高：京那巴鲁山 4,095米（13,435英尺）
    - 低：南海和印度洋 0米

  - 陆地边界：2,669公里

 印度尼西亞 1,782公里
 泰國 506公里
  381公里
- 海岸綫:  4,675公里
  - 西馬：2,068公里
  - 東馬：2,607公里

- 马来西亚人口：27,730,000 -世界排名第43位
- 马来西亚面积：329,847平方公里 -世界排名第66名
- 马来西亚地图集
- 马来西亚标准时间

### 马来西亚环境
马来西亚环境
- 马来西亚气候
- 马来西亚环境问题
- 马来西亚生态区列表
- 马来西亚可再生能源
- 马来西亚保护区
  - 马来西亚国家公园
- 马来西亚野生动物
  - 马来西亚鸟类
  - 马来西亚哺乳动物

#### 马来西亚天然地理特征
- 马来西亚島嶼
- 马来西亚湖泊
- 马来西亚山峰
  - 马来西亚火山
  - 马来西亚洞穴
- 马来西亚河流
- 马来西亚世界遗产列表

### 马来西亚地区
- 西马（马来西亚半岛）
- 东马（马来西亚婆罗洲）

#### 马来西亚生态区
马来西亚生态区列表

### 马来西亚行政区划
- 马来西亚地方政府
- 巫金

#### 马来西亚州屬

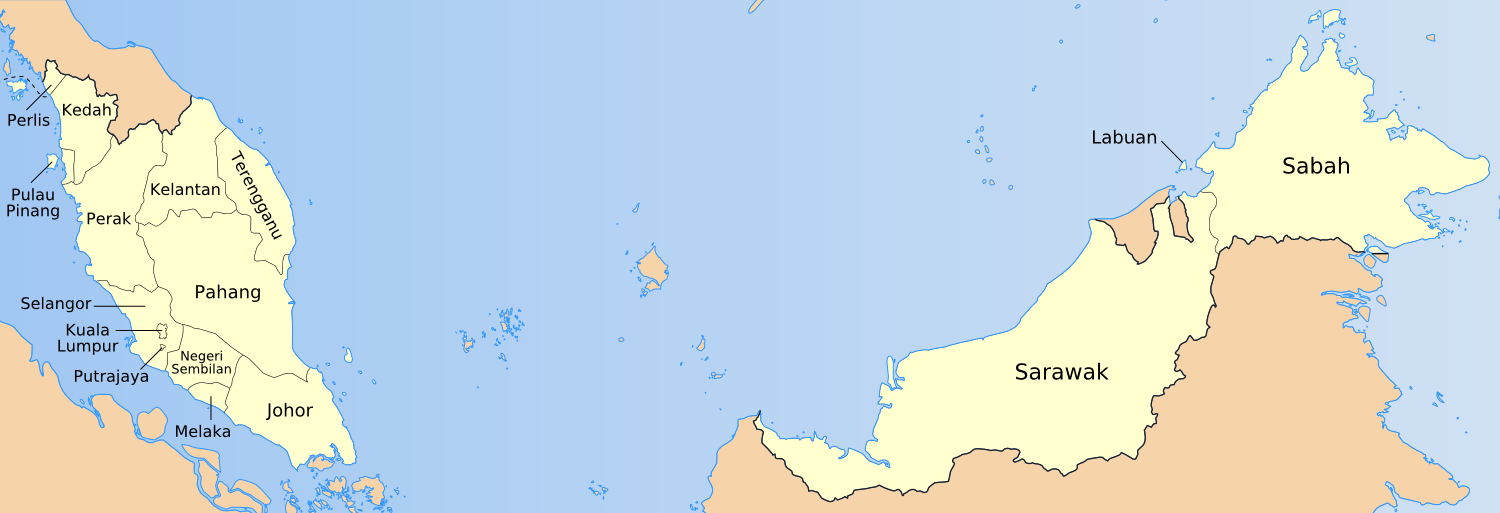
马来西亚各州及联邦直辖区

马来西亚州屬
马来西亚有13个州属，分別是：
1. 柔佛
2. 吉打
3. 吉兰丹
4. 马六甲
5. 森美蘭
6. 彭亨
7. 霹靂
8. 玻璃市
9. 檳城
10. 沙巴
11. 砂拉越
12. 雪蘭莪
13. 登嘉樓

#### 马来西亚联邦直辖区
马来西亚还區劃了三个联邦直辖区，由马来西亚联邦政府直接管辖，分別是：
1. 吉隆坡
2. 納閩
3. 布城

#### 马来西亚縣份
马来西亚縣份

#### 马来西亚地方政府
马来西亚地方政府
- 马来西亚城市
  - 马来西亚首都：吉隆坡
  - 马来西亚的州首府
  - 城市列表，按人口排列

## 马来西亚经济和基础设施
马来西亚经济
- 经济排名，按名目GDP（2007年） ：第38位
- 马来西亚农业
- 马来西亚会计
- 马来西亚银行业务
  - 马来西亚银行
  - 马来西亚国家银行
  - 伊斯兰银行业务
  - 马来西亚货币：令吉
    - ISO 4217 ：马来西亚令吉
- 马来西亚通讯
  - 马来西亚互联网
- 马来西亚公司
- 马来西亚的能源
- 马来西亚的医疗保健
- 马来西亚采矿业
- 马来西亚科学技术
- 马来西亚贫困
- 马来西亚证券交易所
- 马来西亚电信
- 马来西亚旅游
- 马来西亚交通
  - 马来西亚的机场
  - 马来西亚的铁路运输
  - 马来西亚的道路
- 马来西亚的供水和卫生设施

### 经济策劃和政策
- 第一大馬计划
- 第二大馬计划
- 新经济政策
- 国家发展政策
- 马来西亚能源政策

## 马来西亚统计
马来西亚人口
- 马来西亚语言
- 马来西亚國籍
- 马来西亚的医疗健保

### 宗教
马来西亚宗教
- 马来西亚佛教
- 马来西亚基督教
- 马来西亚興都教
- 马来西亚伊斯兰教
- 马来西亚犹太教
- 马来西亚锡克教
- 马来西亚道教

### 民族
- 土著
- 马来西亚华人
- 马来西亚印度人
- 马来西亚马来人
- 马来西亚泰裔

## 马来西亚文化
马来西亚文化
| - 馬來西亞飲食 - 馬來西亞媒體 - 馬來西亞博物館 - 馬來西亞性交易 | - 馬來西亞象徵 - 馬來西亞國徽 - 馬來西亞國旗 - 馬來西亞國歌 - 馬來西亞王權象徵 | - 馬來西亞人 - 馬來西亞公共假期 - 馬來西亞世界遺產列表 |

### 马来西亚艺术
- 马来西亚艺术
  - 马来西亚艺术家名单
- 马来西亚电影
- 马来西亚文学
- 马来西亚音乐
- 马来西亚电视台

### 马来西亚体育
马来西亚的体育
- 马来西亚足球
- 馬來西亞奥运会代表

## 马来西亚教育
马来西亚教育
- 教育部
- 高等教育部
- 马来西亚学历资格框架
- 马来西亚中小學列表
- 马来西亚專校名单
- 马来西亚大学列表
- 马来西亚教育问题

标准考试
- 小學六年級檢定考試 (UPSR；現已廢除)
- 中三評估 (PT3；現已廢除)
- 马来西亚教育文憑(SPM)
- 马来西亚高等教育文凭(STPM)